# Rolland Raëlison
Rolland Raëlison, né le 9 février 1938 à Tananarive et mort le 18 avril 2025 au Tampon, est un musicien multi-instrumentiste, auteur-compositeur et professeur de musique, devenu figure emblématique de la musique réunionnaise.

## Biographie
(août 2025).
Arrivé à La Réunion en 1962 après être passé par la France métropolitaine pour des études de médecine en 1958, il commence à y vivre en qualité de pianiste de bar tout en exerçant le métier de comptable.
En 1977, il ouvre un studio d'enregistrement, Le Royal, à Saint-Joseph où des artistes comme Jo Lauret, Max Lauret, ou encore Les frères Lacaille viennent enregistrer leurs disques.
En 1979, il remporte le prix « D'une île à l'autre » (MBC Mauritius et FR3 Réunion) avec le titre Toi qui pars, un boléro écrit par Jean-Claude Thévenin, interprété par Marie-Armande Moutou et dont il est le compositeur.
Il compose également pour d'autres chanteurs qui obtiendront la reconnaissance du public grâce à lui : Michel Adélaïde et la célèbre chanson Mon piez de riz ; la chanteuse Josie ou encore son propre fils, Patrick, qui chante alors qu'il n'est encore qu'un enfant le titre Papa donne à moin l'argent po aller la fête.
En 1986, il fonde une école de musique au Tampon, laquelle permettra à bon nombre de Réunionnais de découvrir la musique par l'apprentissage du solfège. Il y enseigne aussi bien le piano que l'orgue électronique, la clarinette, le saxophone, le violon, l'accordéon ou encore la flûte traversière...
Réputation acquise, certains artistes nationaux de passage sur l'île n'hésitent pas à faire appel à lui : Orlando, Los Machucambos ou encore le chanteur Carlos.
Parmi les jeunes élèves connus qui sont issus de son école de musique figurent : Jimmy Corré (auteur-compositeur du groupe Maloyab), Alain Chane-Hu-Yon (saxophoniste) ou encore le violoniste Guillaume Dejean qui joue avec Ousanousava depuis 2009.

## Discographie
- Les Étoiles de Bourbon, double cd.
- Toi qui pars, 45 tours